# Ilex mandonii
Ilex mandonii är en järneksväxtart som beskrevs av Ludwig Eduard Loesener. Ilex mandonii ingår i släktet järnekar, och familjen järneksväxter. Inga underarter finns listade i Catalogue of Life.